# Dendrobium schrautii
Dendrobium schrautii là một loài thực vật có hoa trong họ Lan. Loài này được Schildh. mô tả khoa học đầu tiên năm 2006.